# Ideoblothrus pygmaeus
Ideoblothrus pygmaeus es una especie de arácnido del orden Pseudoscorpionida de la familia Syarinidae.

## Distribución geográfica
Se encuentra en Jamaica y la isla Martinica.